# بی‌حرکت ایستادن (فیلم)
بی‌حرکت ایستادن (به انگلیسی: Standing Still) فیلمی محصول سال ۲۰۰۵ و به کارگردانی متیو کوله ویس است. در این فیلم بازیگرانی همچون جان آبراهامز، ایمی آدامز، راجر آوری، زاندر برکلی، ایتان امبری، آدام گارسیا، لورن جرمن، کالین هنکس، ملیسا سیجمیلر، آرون استنفورد، مینا سوواری، جیمز ون در بیک و مارنت پترسون ایفای نقش کرده‌اند.